# Эстампаж

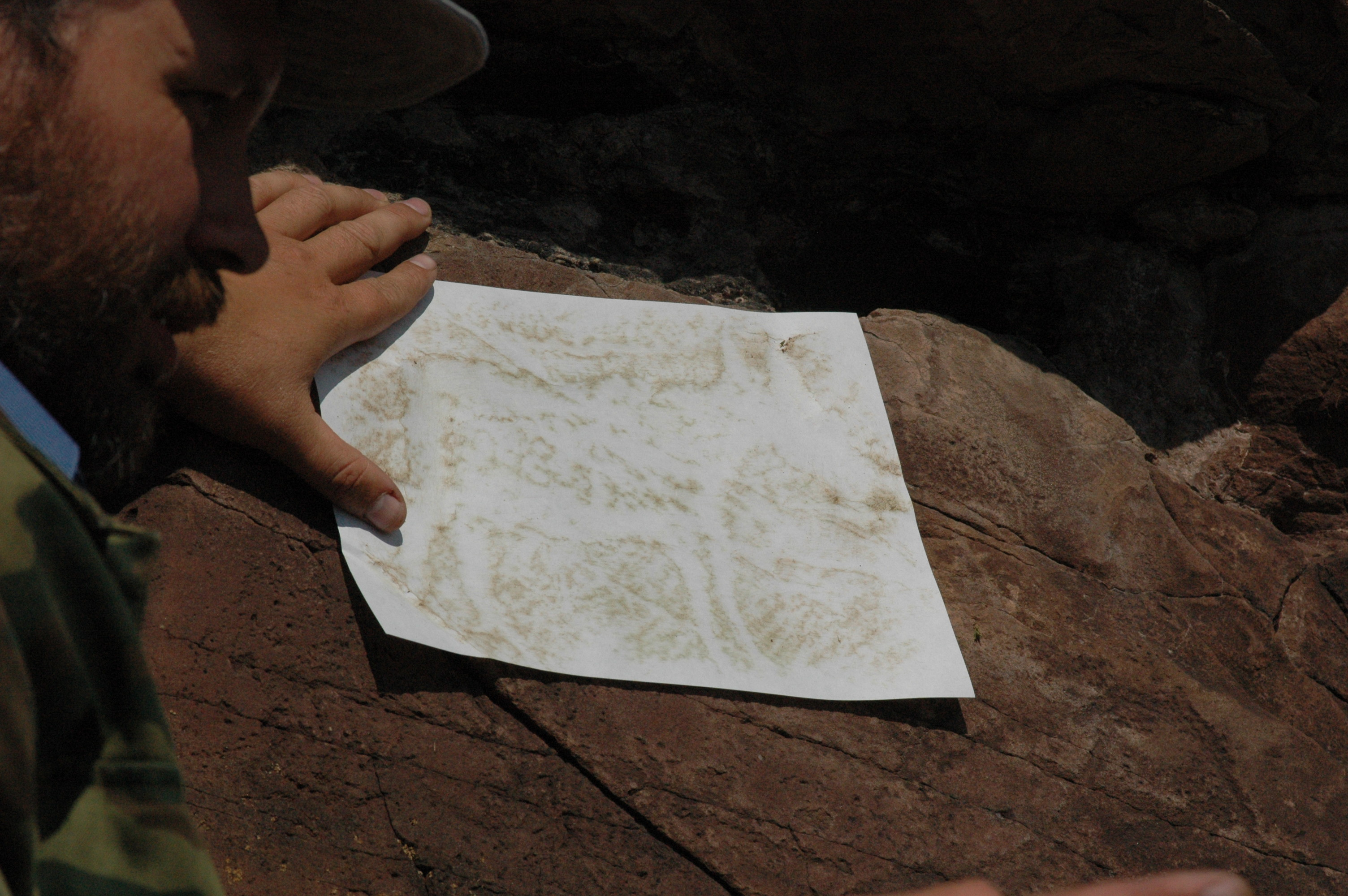
Изготовление эстампажа «притиркой» с помощью сока травы в музее-заповеднике «Казановка»

Эстампа́ж (фр. estampage — тиснение, чеканка, отпечатывание) — техника оттискивания рельефных изображений на бумагу, а также собственно оттиск, полученный наложением бумаги или ткани на рельефную поверхность, покрытую каким-либо красящим веществом.

## История и техника
Подобная техника зародилась в Древнем Китае во II в. н. э. в связи с распространением бумаги и потребностью в тиражировании священных изображений и текстов буддизма. Изображения вырезали на камне, дереве, слоновой кости и яшме. Слегка увлажнённую бумагу накладывали на рельеф и вдавливали в углубления. Затем тампоном или кистью наносили краску, уголь, тушь или порошок графита. В результате получалось прямое изображение рельефа: его выпуклые части выглядят тёмными или цветными, углубления — белыми. В последующие столетия в китайской графике получили распространение подражания стилю древних эстампажей.
Эстампажи и технику эстампирования считают предшественниками ксилографии — гравюры на дереве высокой печати (когда на выпуклые части печатной формы накатывают валиком либо наносят тампоном краску). Однако это влияние было косвенным. Ксилография в странах Востока и Запада непосредственно возникла от технологии гравирования штампов и печатей, резных камей и, отчасти, торевтики и ювелирного искусства.

## Использование
Эстампажи используют научных, презентационных или декоративных целях. В археологии — для документирования древних петроглифов, надписей на стелах, надгробных монументах (эпиграфики), которые невозможно транспортировать, и других археологических находок.

## Проблемы терминологии
Из-за смешанного применения терминов "rubbing" и "estampage" иногда трудно определить как была сделана копия. Также zh:拓片 - это и rubbing (wikt:en:拓片) и эстамп.